# 第78回国民スポーツ大会
第78回国民スポーツ大会（だいななじゅうはちかいこくみんスポーツたいかい）は、2024年に佐賀県で開催された国民スポーツ大会である。本大会の愛称は「SAGA2024」（さがにーまるにーよん）。なお、冬季大会はスケート・アイスホッケーは北海道苫小牧市（新たな光へ！とまこまい国スポ2024）、スキー競技は山形県（やまがた雪未来国スポ）で開催された。3年連続で東京が天皇杯・皇后杯を獲得した。

## 本大会
佐賀県での開催は1976年の若楠国体以来で 、前回の国体や2007年の2007青春・佐賀総体で使用された佐賀県総合運動場をメイン会場に開催された。なお、国民スポーツ大会の開催に向けて、佐賀県総合運動場と隣接する佐賀県総合体育館と併せて「SAGAサンライズパーク」として整備され、新たに屋内競技場「SAGAアリーナ」が建設された。
本大会より、国民体育大会から国民スポーツ大会に名称の変更が実施された。
2020年1月15日に、愛称として『SAGA2023』を、メインメッセージ（スローガン）として『新しい大会へ。すべての人に、スポーツの力を。』を発表した。
2020年の新型コロナウイルス感染拡大の影響を受けて、同年鹿児島県で開催予定だった第75回国民体育大会（燃ゆる感動かごしま国体）が延期された結果、鹿児島県での国体は2023年に開催することとされ、本大会は1年順送りされ2024年の開催予定となった。2020年10月1日、国体（国スポ）の2024年開催が決定したことを受けて、愛称を『SAGA2024』に変更することを明らかにした。
従来の国体旗にかえて国民スポーツ大会の旗に新調され、上述の鹿児島県で開催された特別国民体育大会・特別大会（2023年）の閉会式で佐賀県に渡された。
イメージソングは「Batons～キミの夢が叶う時～」で佐賀県唐津市出身の鷲尾伶菜が歌唱者として選ばれた。同曲は式典における佐賀県民の歌に代わって演奏したほか、特別国体閉会式でも演奏した。また、SAGAアスリート応援サウンド「Wow（ウォゥ）!!」をBe Choir（長谷川雅洋・増倉義将・南川ある・矢野優歌・Aya）が歌唱している。また炬火台や炬火トーチのデザインは吉岡徳仁が手掛けた。閉会式はSAGAアリーナで実施。
開会式の中継はNHK総合テレビで全国放送されサガテレビで佐賀県内に向けて向けて生中継された。サガテレビでは、『ACNゴルフ』（関西テレビ制作）を中継することから一時中断した。競技も例年通り水泳と陸上をNHKEテレで中継したが、陸上は『第91回NHK全国学校音楽コンクール』と重なったため、初めて深夜の録画中継となった。

## 全障スポ大会
本大会後の10月26日から28日まで第23回全国障害者スポーツ大会が開催。国スポ同様閉会式は関係者のみで実施。フィナーレに鷲尾のライブがあった。